# Bundestagsausschüsse des 10. Deutschen Bundestages
Im Folgenden sind die ständigen Bundestagsausschüsse des 10. Deutschen Bundestages (1983–1987) aufgeführt:
| Ausschuss | Vorsitz                                                                               | Fraktion   | Stellvertreter                                           | Fraktion   | Mitglieder |
| --- | ------------------------------------------------------------------------------------- | ---------- | -------------------------------------------------------- | ---------- | ---------- |
| Ausschuss für Wahlprüfung, Immunität und Geschäftsordnung                                                           | Manfred Schulte                                                                       | SPD        | Werner Broll ab 19. Januar 1984: Norbert Lammert         | CDU/CSU    | 13         |
| Petitionsausschuss                                                                                                  | Lieselotte Berger                                                                     | CDU/CSU    | Alfred Meininghaus                                       | SPD        | 29         |
| Auswärtiger Ausschuss                                                                                               | Werner Marx verstorben am 12. Juli 1985 Hans Stercken ab 11. September 1985           | CDU/CSU    | Hans-Jürgen Wischnewski ab 7. November 1984: Antje Huber | SPD        | 35         |
| Innenausschuss | Axel Wernitz                                                                          | SPD        | Franz Heinrich Krey                                      | CDU/CSU    | 33         |
| Sportausschuss | Ferdinand Tillmann                                                                    | CDU/CSU    | Heinrich Klein                                           | SPD        | 13         |
| Rechtsausschuss | Anton Stark ab 19. September 1984: Herbert Helmrich                                   | CDU/CSU    | Wolfgang Schwenk                                         | SPD        | 27         |
| Finanzausschuss | Hans-Hermann Gattermann                                                               | FDP        | Julius H. Krizsan ab 27. März 1985: Axel Vogel           | Die Grünen | 33         |
| Haushaltsausschuss                                                                                                  | Rudi Walther                                                                          | SPD        | Erich Riedl                                              | CDU/CSU    | 29         |
| Ausschuss für Wirtschaft                                                                                            | Lothar Haase ab 14. September 1983: Hermann Josef Unland                              | CDU/CSU    | Peter Reuschenbach                                       | SPD        | 33         |
| Ausschuss für Ernährung, Landwirtschaft und Forsten                                                                 | R. Martin Schmidt                                                                     | SPD        | Karl Eigen                                               | CDU/CSU    | 27         |
| Ausschuss für Arbeit und Sozialordnung                                                                              | Eugen Glombig                                                                         | SPD        | Otto Zink                                                | CDU/CSU    | 35         |
| Verteidigungsausschuss                                                                                              | Alfred Biehle                                                                         | CDU/CSU    | Walter Kolbow ab 19. Juni 1985: Friedrich Gerstl         | SPD        | 27         |
| Ausschuss für Jugend, Familie und Gesundheit ab 26. Juni 1986: Ausschuss für Jugend, Familie, Frauen und Gesundheit | Stefan Höpfinger ab 11. April 1984: Paul Hoffacker                                    | CDU/CSU    | Rudolf Hauck                                             | SPD        | 25         |
| Ausschuss für Verkehr                                                                                               | Karl Heinz Lemmrich                                                                   | CDU/CSU    | Lothar Curdt                                             | SPD        | 27         |
| Ausschuss für das Post- und Fernmeldewesen                                                                          | Karl Liedtke                                                                          | SPD        | Klaus Bühler                                             | CDU/CSU    | 13         |
| Ausschuss für Raumordnung, Bauwesen und Städtebau                                                                   | Franz Möller                                                                          | CDU/CSU    | Peter Conradi                                            | SPD        | 27         |
| Ausschuss für innerdeutsche Beziehungen                                                                             | Gerhard Reddemann                                                                     | CDU/CSU    | Lothar Löffler                                           | SPD        | 25         |
| Ausschuss für Forschung und Technologie                                                                             | Klaus Hecker ab 14. September 1983: Sabine Bard ab 17. April 1985: Henning Schierholz | Die Grünen | Karl-Hans Laermann                                       | FDP        | 25         |
| Ausschuss für Bildung und Wissenschaft                                                                              | Kurt Vogelsang                                                                        | SPD        | Engelbert Nelle                                          | CDU/CSU    | 19         |
| Ausschuss für wirtschaftliche Zusammenarbeit                                                                        | Uwe Holtz                                                                             | SPD        | Heinz Günther Hüsch                                      | CDU/CSU    | 25         |
| Ausschuss für Umwelt, Naturschutz und Reaktorsicherheit ab 6. Juni 1986                                             | Reinhard Göhner                                                                       | CDU/CSU    | Liesel Hartenstein                                       | SPD        | 23         |